# Макушинский район
Макушинский район — административно-территориальная единица (район) в Курганской области России. В рамках организации местного самоуправления в границах района существует муниципальное образование Макушинский муниципальный округ (с 2004 до 2020 гг. — муниципальный район).
Административный центр — город Макушино.

## География
Район расположен в восточной части Курганской области и граничит с Северо-Казахстанской областью Республики Казахстан, а также с Половинским, Лебяжьевским, Мокроусовским, Частоозёрским, Петуховским районами области. Территорию района пересекает Южно-Уральская железная дорога.

## История

### 1923—1963 годы
На основании постановления ВЦИК от 3 ноября 1923 года и Декрета ВЦИК от 12 ноября 1923 года в составе Курганского округа Уральской области образован Макушинский район с центром в селе Макушино из Больше-Мартинской, Казаркинской, Кривинской, Макушинской, Моршихинской и части Куреинской волостей Курганского уезда Челябинской губернии. В состав района вошёл 21 сельсовет: Большемартинский, Большеумрешевский, Головинский, Гренадерский, Казаркинский, Кривинский, Крысьевский, Макушинский, Нижнеголовинский, Новониколаевский, Обутковский, Прудо-Золотинский, Прудо-Островинский, Серебрянский, Сладковский, Стенниковский, Сусловский, Чебаковский, Чистовский. Постановлением Президиума Уралоблисполкома от 29 февраля 1924 года утверждён Макушинский район.
В конце 1923 — начале 1924 года (до 1 августа 1924 года) Новониколаевский сельсовет упразднен.
Постановлением Президиума Уралоблисполкома от 31 декабря 1925 года образован Налимовский сельсовет. Прудо-Островинский сельсовет перечислен в Лебяжьевский район.
Постановлением Президиума Уралоблисполкома от 16 сентября 1926 года Большеумрешевский сельсовет переименован в Умрешевский сельсовет.
Постановлением Административной комиссии при Курганском окрисполкоме от 12 октября 1926 года Большемартинский сельсовет переименован в Мартинский сельсовет, Прудо-Золотинский сельсовет переименован в Золотинский сельсовет.
Постановлением ВЦИК от 17 января 1934 года район включён в состав Челябинской области.
Между ноябрём 1936 года и апрелем 1940 года образован Пионерский сельсовет.
Указом Президиума Верховного Совета СССР от 6 февраля 1943 года район включён в состав Курганской области.
Указом Президиума Верховного Совета РСФСР от 17 апреля 1944 года село Макушино отнесено к категории рабочих посёлков.
Указом Президиума Верховного Совета РСФСР от 14 июня 1954 года упразднены Гренадерский, Крысьевский, Сладковский и Умрешевский сельсоветы; образован Сетовинский сельсовет; Головинский сельсовет переименован в Коноваловский сельсовет.
Решением Курганского облисполкома от 14 мая 1959 года Макушинский сельсовет переименован в Краснозаринский сельсовет, Стенниковский сельсовет — в Покровский сельсовет, Сусловский сельсовет — в Степновский сельсовет, Чебаковский сельсовет — в Басковский сельсовет.
Решением Курганского облисполкома от 3 марта 1960 года упразднены Кривинский и Налимовский сельсоветы.
Решением Курганского облисполкома от 7 апреля 1962 года упразднён Краснозаринский сельсовет.
Указом Президиума Верховного Совета РСФСР от 1 февраля 1963 года Макушинский район упразднён, его сельсоветы переданы в укрупненный Петуховский сельский район, кроме Нижнеголовинского сельсовета, вошедшего в Лебяжьевский сельский район; рабочий посёлок Макушино преобразован в город областного подчинения.

### 1964—1965 годы
Указом Президиума Верховного Совета РСФСР от 3 марта 1964 года образован Макушинский сельский район с центром в г. Макушино (не входит в состав района). В его состав вошли Басковский, Золотинский, Казаркинский, Коноваловский, Куреинский, Малокаменский, Мартинский, Моршихиинский, Моховской, Обутковский, Пионерский, Покровский, Серебрянский, Сетовнинский, Степновский, Чистовский сельсоветы.

### С 1965 года
Указом Президиума Верховного Совета РСФСР от 12 января 1965 года Макушинский сельский район преобразован в Макушинский район; город областного подчинения Макушино преобразован в город районного подчинения.
Решением Курганского облисполкома от 25 марта 1965 года образован Саратовский сельсовет, Серебрянский сельсовет переименован в Чебаковский сельсовет.
Решением Курганского облисполкома от 16 марта 1977 года упразднены Малокаменский, Покровский и Чистовский сельсоветы; образован Требушинненский сельсовет.
Решением Курганского облисполкома от 23 июля 1981 года образован Трюхинский сельсовет.
Решением Курганского облисполкома от 24 ноября 1982 года образован Садоводский сельсовет.
Постановлением Администрации Макушинского района в ноябре 1996 года образован 	Слевинский сельсовет.
Законами Курганской области от 27 июня 2018 года упразднены Басковский, Мартинский, Слевинский и Трюхинский сельсоветы.
Законом Курганской области от 23 июня 2020 года № 49 в районе упразднены все сельсоветы, муниципальный район и входившие в его состав сельские поселения были преобразованы путём их объединения к 3 июля 2020 года в муниципальный округ.

## Население
| 1926    | 1939    | 1959    | 1970    | 1979    | 1989    | 2002    |
| ------- | ------- | ------- | ------- | ------- | ------- | ------- |
| 36 619  | ↘32 854 | ↗35 706 | ↘34 716 | ↘30 042 | ↘25 775 | ↘23 978 |
| 2009    | 2010    | 2011    | 2012    | 2013    | 2014    | 2015    |
| ↘21 643 | ↘18 116 | ↘18 050 | ↘17 637 | ↘17 093 | ↘16 491 | ↘16 110 |
| 2016    | 2017    | 2018    | 2019    | 2020    | 2021    |         |
| ↘15 896 | ↘15 645 | ↘15 468 | ↘15 236 | ↘14 999 | ↘12 655 |         |

### Урбанизация
Городское население (город Макушино) составляет 53,95 % от всего населения района.

### Национальный состав
Преобладают русские. Заметно также казахское население, в основном потомки осевших на территории района в 1920-е-1930-е годы.

## Территориальное устройство
В рамках административно-территориального устройства, до 2020 года район делился на административно-территориальные единицы: 1 город районного подчинения и 14 сельсоветов.
В рамках муниципального устройства, до 2020 года в одноимённый муниципальный район входили 15 муниципальных образований, в том числе 1 городское поселение и 14 сельских поселений.
| №         | Муниципальное образование | Административный центр | Количество населённых пунктов | Население (чел.) | Площадь (км²) |
| --------- | ------------------------- | ---------------------- | ----------------------------- | ---------------- | ------------- |
| 1e-06     | Городское поселение:      |                        |                               |                  |               |
| 1         | город Макушино            | город Макушино         | 1                             | ↘7749            | 68,00         |
| 1.000002  | Сельские поселения:       |                        |                               |                  |               |
| 1.000003  | Басковский сельсовет      | село Басковское        | 1                             | ↘179             | 92,10         |
| 2         | Золотинский сельсовет     | село Золотое           | 3                             | ↘351             | 138,61        |
| 3         | Казаркинский сельсовет    | село Казаркино         | 4                             | ↘608             | 332,59        |
| 4         | Коноваловский сельсовет   | село Коновалово        | 3                             | ↘648             | 148,51        |
| 5         | Куреинский сельсовет      | село Большое Курейное  | 5                             | ↘457             | 335,50        |
| 5.000004  | Мартинский сельсовет      | село Мартино           | 1                             | ↘216             | 127,30        |
| 6         | Моршихинский сельсовет    | село Моршиха           | 3                             | ↘551             | 201,04        |
| 7         | Моховской сельсовет       | село Моховое           | 1                             | ↘167             | 88,21         |
| 8         | Обутковский сельсовет     | село Обутковское       | 4                             | ↗641             | 311,81        |
| 9         | Пионерский сельсовет      | село Пионерское        | 3                             | ↘761             | 252,50        |
| 10        | Садоводский сельсовет     | село Садовод           | 3                             | ↘496             | 187,38        |
| 11        | Саратовский сельсовет     | село Клюквенное        | 3                             | ↘449             | 183,96        |
| 12        | Сетовнинский сельсовет    | село Сетовное          | 2                             | ↘505             | 119,78        |
| 12.000005 | Слевинский сельсовет      | село Слевное           | 1                             | ↘182             | 134,42        |
| 13        | Степновский сельсовет     | село Степное           | 3                             | ↘514             | 81,10         |
| 14        | Требушинненский сельсовет | село Требушинное       | 2                             | ↘280             | 332,66        |
| 14.000006 | Трюхинский сельсовет      | село Трюхино           | 2                             | ↘166             | 182,99        |
| 15        | Чебаковский сельсовет     | село Чебаки            | 2                             | ↘822             | 155,50        |

Законом Курганской области от 6 июля 2004 года в рамках организации местного самоуправления в границах района был создан муниципальный район, в составе которого были выделены 19 муниципальных образований: 1 городское поселение (город) и 18 сельских поселений (сельсоветов).
Законом Курганской области от 27 июня 2018 года N 65, в состав Чебаковского сельсовета были включены все населённые пункты упразднённых Басковского, Мартинского и Слевинского сельсоветов.
Законом Курганской области от 27 июня 2018 года N 66, в состав Казаркинского сельсовета были включены все два населённых пункта упразднённого Трюхинского сельсовета.
Законом Курганской области от 23 июня 2020 года муниципальный район и все входившие в его состав городское и сельские поселения были упразднены и преобразованы путём их объединения в муниципальный округ.
Законом Курганской области от 30 июня 2020 года помимо этого были упразднены все сельсоветы района как его административно-территориальные единицы.

## Населённые пункты
В Макушинском районе  (муниципальном округе) 47 населённых пунктов, в том числе один город и 46 сельских населённых пунктов.
| №  | Населённый пункт        | Тип     | Население | Бывшее муниципальное образование |
| -- | ----------------------- | ------- | --------- | -------------------------------- |
| 1  | Антипино                | деревня | ↘89       | Казаркинский сельсовет           |
| 2  | Басковское              | село    | ↘179      | Чебаковский сельсовет            |
| 3  | Большое Кривинское      | деревня | ↘21       | Золотинский сельсовет            |
| 4  | Большое Курейное        | село    | ↘546      | Куреинский сельсовет             |
| 5  | Бородинка               | деревня | ↘85       | Саратовский сельсовет            |
| 6  | Братанники              | деревня | ↘93       | Чебаковский сельсовет            |
| 7  | Гренадеры               | деревня | ↘116      | Сетовнинский сельсовет           |
| 8  | Деревня имени Будённого | деревня | ↘42       | Моршихинский сельсовет           |
| 9  | Десятый Октябрь         | деревня | ↘33       | Моршихинский сельсовет           |
| 10 | Журавлёвка              | деревня | ↘225      | Садоводский сельсовет            |
| 11 | Забошное                | деревня | ↘9        | Требушинненский сельсовет        |
| 12 | Золотое                 | село    | ↘390      | Золотинский сельсовет            |
| 13 | Казаркино               | село    | ↘477      | Казаркинский сельсовет           |
| 14 | Кленовый                | посёлок | ↘188      | Степновский сельсовет            |
| 15 | Клюквенное              | село    | ↘417      | Саратовский сельсовет            |
| 16 | Коновалово              | село    | ↘711      | Коноваловский сельсовет          |
| 17 | Копырино                | деревня | ↘111      | Обутковский сельсовет            |
| 18 | Кошелево                | деревня | ↘57       | Казаркинский сельсовет           |
| 19 | Краснотал               | деревня | ↘29       | Обутковский сельсовет            |
| 20 | Макушино                | город   | ↘6827     | город Макушино                   |
| 21 | Малое Кривинское        | деревня | ↘33       | Золотинский сельсовет            |
| 22 | Малое Курейное          | деревня | ↘55       | Куреинский сельсовет             |
| 23 | Мартино                 | село    | ↘216      | Чебаковский сельсовет            |
| 24 | Моршиха                 | село    | ↘608      | Моршихинский сельсовет           |
| 25 | Моховое                 | село    | ↘167      | Моховской сельсовет              |
| 26 | Неверовское             | станица | ↘218      | Саратовский сельсовет            |
| 27 | Новая Роща              | посёлок | ↘78       | Пионерский сельсовет             |
| 28 | Обутковское             | село    | ↘526      | Обутковский сельсовет            |
| 29 | Пеган                   | деревня | ↘81       | Куреинский сельсовет             |
| 30 | Пионерское              | село    | ↘766      | Пионерский сельсовет             |
| 31 | Покровка                | деревня | ↘96       | Казаркинский сельсовет           |
| 32 | Покровка                | деревня | ↘22       | Куреинский сельсовет             |
| 33 | Привольное              | деревня | ↘44       | Коноваловский сельсовет          |
| 34 | Профинтерн              | деревня | ↘38       | Куреинский сельсовет             |
| 35 | Раздолье                | деревня | ↘83       | Коноваловский сельсовет          |
| 36 | Рекорд                  | посёлок | ↘63       | Степновский сельсовет            |
| 37 | Садовод                 | село    | ↘321      | Садоводский сельсовет            |
| 38 | Сетовное                | село    | ↘524      | Сетовнинский сельсовет           |
| 39 | Слевное                 | село    | ↘182      | Чебаковский сельсовет            |
| 40 | Степное                 | село    | ↘424      | Степновский сельсовет            |
| 41 | Суслово                 | деревня | ↘62       | Пионерский сельсовет             |
| 42 | Требушинное             | село    | ↘361      | Требушинненский сельсовет        |
| 43 | Трюхино                 | село    | ↘108      | Казаркинский сельсовет           |
| 44 | Ударник                 | деревня | ↘103      | Обутковский сельсовет            |
| 45 | Чебаки                  | село    | ↘304      | Чебаковский сельсовет            |
| 46 | Чистое                  | деревня | ↘31       | Казаркинский сельсовет           |
| 47 | Ясные Зори              | деревня | ↘132      | Садоводский сельсовет            |

### Упразднённые населённые пункты
В 2007 году упразднена деревня Малая Умрешево

## Экономика
Основу экономики района составляет сельскохозяйственное производство. Самые значительные по объёмам производимой продукции предприятия района — СХПК «Родина», ЗАО «Коноваловское», специализирующиеся на выращивании крупного рогатого скота и зерновых культур.

## Пресса
С 1 октября 1930 года издаётся газета «По сталинскому пути», в 1956 году переименована в «Путь к коммунизму», в 1965 году — в «Призыв».

## Известные жители
- Герои Советского Союза, родившийся на этой территории: И.М.Глухих (1916—1990), Н.И. Мартьянов (1923—1993), А.Г. Попов (1917—2004), Г.Т. Чекулаев (1912—1991)
- Герой Социалистического Труда, родившаяся на этой территории: Н.Я. Кочнева (1927—2012)

### Руководители органов исполнительной власти

#### Председатель исполнительного комитета Макушинского районного Совета народных депутатов
- декабрь 1990 — 1991 — Шишкоедов Василий Михайлович

#### Глава Администрации Макушинского района
- 1991 — декабрь 2004 — Шишкоедов Василий Михайлович

#### Глава Макушинского района
- декабрь 2004 — 23 ноября 2016 — Шишкоедов Василий Михайлович
- 23 ноября 2016 — 3 декабря 2020 —  Воротынцев Виктор Демьянович
- 3 декабря 2020 — 3 августа 2021 — Бекезина Ольга Александровна, председатель ликвидационной комиссии; юридическое лицо Администрация Макушинского района (ИНН 4513000613) ликвидировано 3 августа 2021 года

#### Глава Макушинского муниципального округа Курганской области
28 декабря 2020 года зарегистрирована Администрация Макушинского муниципального округа Курганской области (ИНН 4513008958)
- 23 декабря 2020 — 27 апреля 2022 — Катков Алексей Николаевич, освобожден от должности по собственному желанию[31]
- 29 апреля 2022 — 12 сентября 2022 — врио Пигачёв Василий Петрович
- с 12 сентября 2022 — Пигачёв Василий Петрович

### Руководители органов законодательной власти

#### Председатель Макушинского районного Совета народных депутатов
- декабрь 1990 — 1991 — Шишкоедов Василий Михайлович

#### Председатель Представительного собрания Макушинского района
Представительное собрание Макушинского района  сформировано в 1996 году в соответствии с Законом Курганской области от 05 февраля 1996 года № 37 «О местном самоуправлении в Курганской области» и Законом Курганской области от 22 июля 1996 года № 67 «О выборах депутатов представительных органов местного самоуправления Курганской области». В соответствии с Уставом района были избраны 15 депутатов.
- I созыв (выборы 24 ноября 1996 — 2000) — Шишкоедов Василий Михайлович
- II созыв (выборы 26 ноября 2000 — 2004) — Шишкоедов Василий Михайлович

#### Председатель Макушинской районной Думы
- III созыв (выборы 28 ноября 2004 — 2010) — Воротынцев Виктор Демьянович
- IV созыв (выборы 14 марта 2010 — 2015) — Воротынцев Виктор Демьянович
- V созыв (выборы 13 сентября 2015 — 2020) — Воротынцев Виктор Демьянович

#### Председатель Думы Макушинского муниципального округа
- I созыв (выборы 18 октября 2020 — 2025) — Ситников Аркадий Анатольевич